# Artel (przedsiębiorstwo)
Artel Group – uzbeckie przedsiębiorstwo elektroniczne. Zajmuje się produkcją sprzętu AGD i innych typów elektroniki, m.in. urządzeń mobilnych.
Przedsiębiorstwo zostało założone w 2011 roku, a swoją siedzibę ma w Taszkencie. Zatrudnia ponad 10 tys. osób. Produkty Artel są eksportowane do ponad 20 krajów.